# Onthophagus steinheili
Onthophagus steinheili là một loài bọ cánh cứng trong họ Bọ hung (Scarabaeidae).